# Eucarida
Eucarida är en överordning bland storkräftorna, som innehåller de flesta högre kräftdjur.
Klassen storkräftor (Malacostraca) indelas i tre underklasser, Eumalacostraca (se nedan), Hoplocarida med mantisräkor samt Phyllocarida med till exempel Nebalia.
Eumalacostraca indelas i de tre överordningarna Eucarida, Peracarida med märlkräftor, gråsuggor, pungräkor med flera och Syncarida med några små grupper.
Eucarida innehåller alla högre kräftdjur. Namnet (eu- = bra, carid = räka) syftar på detta. Den innefattar tre ordningar:
- Euphausiacea, lysräkor, med till exempel krill

- Decapoda, tiofotade kräftdjur, med kräftor, humrar, krabbor, äkta räkor, med flera

- Amphionidacea med en enda art, Amphionides reynaudii, upp till 25 mm, som lever som plankton i alla tropiska oceaner.